# Murata (nautica)
La murata in nautica è la parte emersa del fianco dello scafo di una nave. 

## Utilizzo del termine
In passato la murata era semplicemente il fianco delle navi da guerra, nella parte che sta al disopra del galleggiamento. La voce ha origine dalle antiche navi da guerra in legno, nelle quali, come mezzo di difesa, si ricorreva alla costruzione di un muro di mattoni o di altro materiale lungo tutto il fianco, contro lo stesso, dietro il quale si riparavano i combattenti.
Al giorno d'oggi si dice ancora in marina dormire a murata, quando, invece di andare in branda, i marinai sono fatti distendere sul ponte lungo i fianchi della nave, per essere più pronti ai servizi di guardia o del combattimento. Nelle navi a vela l'equipaggio era diviso in due guardie, una delle quali dormiva in branda e l'altra a murata, alternandosi di quattro in quattro ore durante la notte.

## Tipologie
Sono suddivise in:
- una parte anteriore detta mascone.
- una parte centrale che costituisce i fianchi propriamente detti, trasversale alla sezione maestra.
- una parte posteriore detta giardinetto.